# Велин Костадинов
Велин Иванов Костадинов е български революционер, деец на Вътрешната македонска революционна организация.

## Биография
Велин Костадинов е роден в 1867 година в царевоселското село Камeница, тогава в Османската империя, днес в Северна Македония. Присъединява се към възстановената ВМРО в 1919 година и служи като легален деец и куриер на българските чети. В 1923 година е разкрит от сръбските власти, заловен и лежи девет месеца и половина в затвора. След освобождението си продължава да се занимава с революционна дейност. В 1926 година отново е арестуван и пак лежи девет месеца и половина. След освобождението си пак подкрепя българската революционна организация.
На 18 април 1943 година, като жител на Каменица, подава молба за българска народна пенсия, която е одобрена и пенсията е отпусната от Министерския съвет на Царство България.